# Polyptych

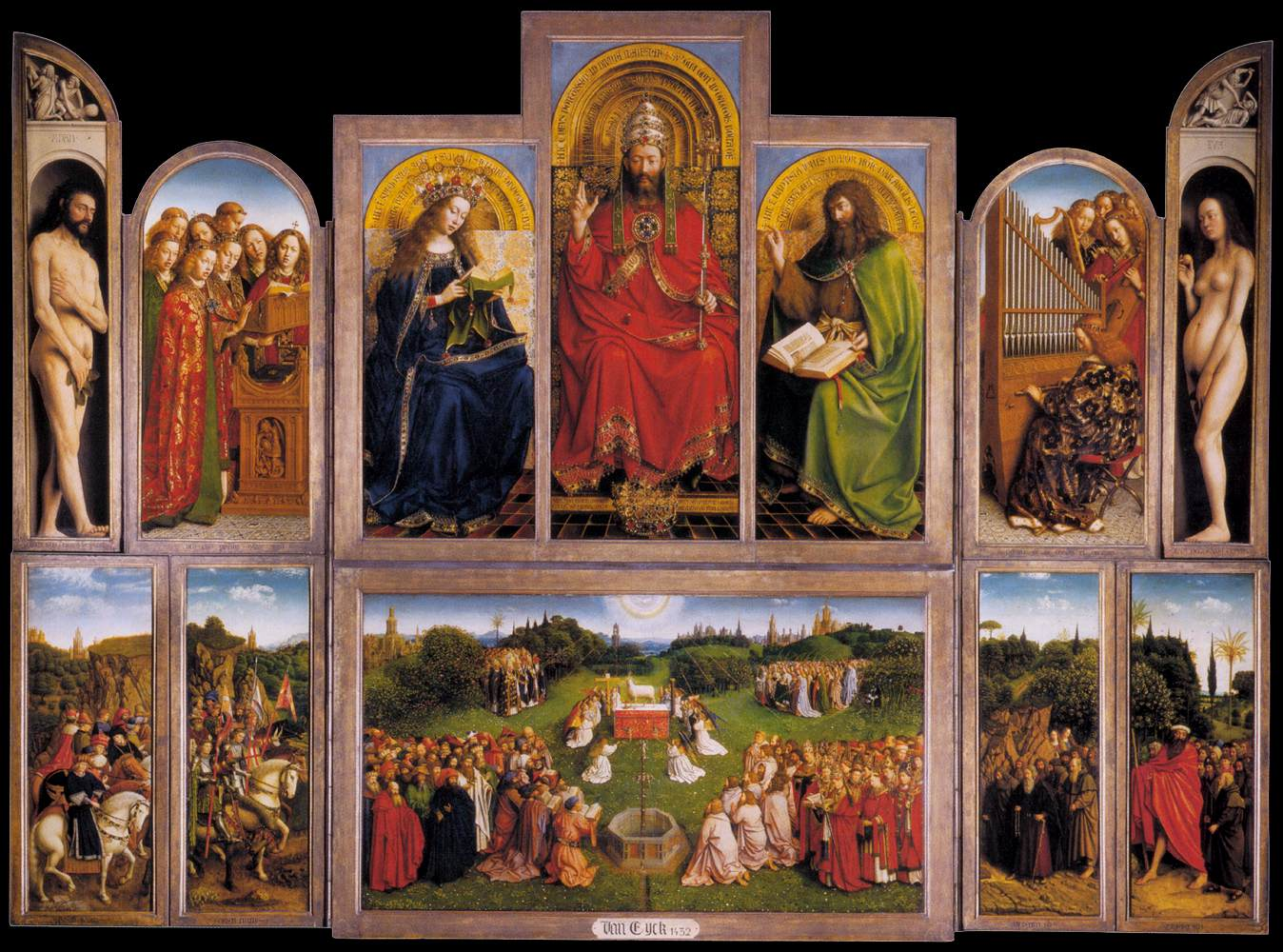
Otevřený pohled Gentského oltáře.

Polyptych, z řečtiny polu- "mnoho" a ptychē "složit") obecně poukazuje na malbu (obvykle panelová malba), která je rozdělená na několik části, popřípadě panelů. Názvy, které následují se odvíjejí z počtu panelů nebo částí vsazených do konkrétního kusu díla: "diptych" je dvoudílné, "triptych" je trojdílné, "tetraptych" je čtyřdílné, "pentaptych" je pětidílné, "hexaptych" je šestidílné, "heptaptych" je sedmidílné a "octaptych" je osmidílné dílo.